# Gangsters in agguato
Gangsters in agguato (Suddenly) è un film del 1954 diretto da Lewis Allen.

## Trama
"...Oggi la vita è talmente tranquilla a Suddenly, che dovremmo ribattezzarla Quiet City." Così, nel prologo del film, un agente dello sceriffo descrive ad un autista di passaggio la cittadina del Midwest teatro della vicenda - ironicamente, alla fine del film, lo sceriffo si rivolgerà all'incirca nello stesso modo, ad un altro autista.
Ma suddenly, in inglese, significa "improvvisamente". E, improvvisamente, la quiete della cittadina viene turbata dalla notizia del passaggio del presidente degli Stati Uniti d'America. Ma, soprattutto viene sconvolta la vita della famiglia Benson: il piccolo "Pidge", la madre vedova e il nonno.
Un terzetto di killer a pagamento ha, infatti, individuato nella loro abitazione, la postazione ideale per assassinare il presidente, in arrivo alla stazione. I tre, capeggiati da John Baron, reduce di guerra e con la psiche turbata dall'esperienza bellica, tengono sotto sequestro la famiglia e, insieme ad essa, lo sceriffo della città, passato per un controllo.
Il piano sarà sventato e i tre malviventi troveranno la morte.